# خوآن فرناندیز
خوان فرناندیز (انگلیسی: Juan Fernández; ۱ ژانویهٔ ۱۵۵۰ – ۱۲ ژوئن ۱۵۶۷) مبلغ مذهبی متعلق به انجمن عیسی بود. او اولین اروپایی بود که دستور زبان و واژه‌نامه زبان ژاپنی را نوشت.